# The Queen's College, Oxford

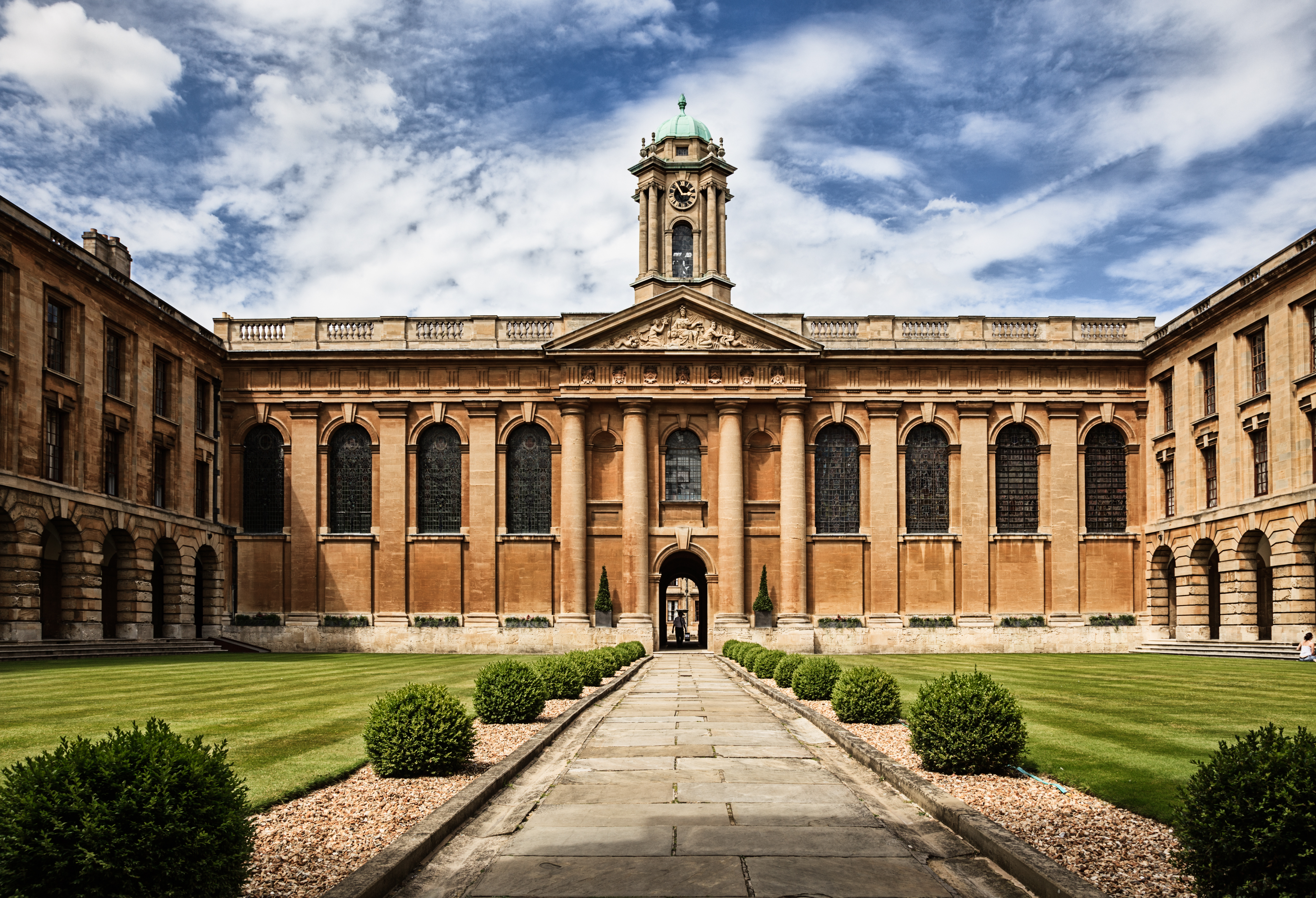
The Queen's Colleges huvudbyggnad.

The Queen's College, formellt The Provost and Scholars of The Queen's College in the University of Oxford, ofta bara "Queen's College", är ett college vid Oxfords universitet i England, beläget vid High Street i östra delen av Oxfords historiska innerstad.

## Historia
Colleget grundades 1341 av Robert de Eglesfield, kaplan till drottning Filippa av Hainault, maka till kung Edvard III av England, och är namngivet efter drottning Filippa.
Collegets nuvarande huvudbyggnad uppfördes efter ritningar av Nicholas Hawksmoor på 1700-talet, men står på grunden till det medeltida colleget. Williamson Building ritades av Christopher Wren. Traditionellt har colleget genom bland annat regionala stipendier haft många studenter från norra England, främst Cumberland och Westmorland.

## Kända medlemmar
Bland kända alumner från The Queen's College finns den australiensiska premiärministern Tony Abbott, komikern Rowan Atkinson, filosofen Jeremy Bentham, uppfinnaren av World Wide Web Tim Berners-Lee, den amerikanska senatorn Cory Booker, astronomen Edmond Halley, kung Henrik V av England, neurologen och författaren Oliver Sacks, ärkebiskopen av York William Thomson och teologen John Wycliffe.

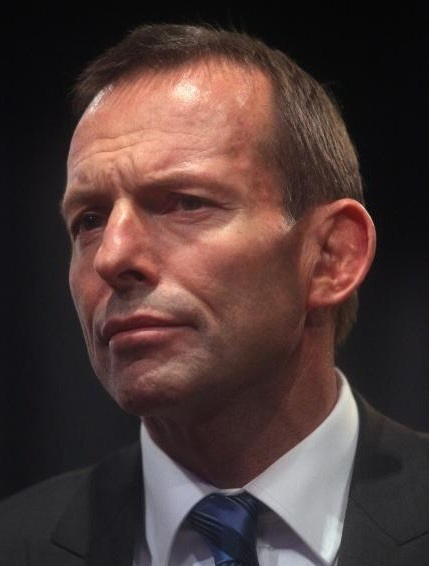
Tony Abbott
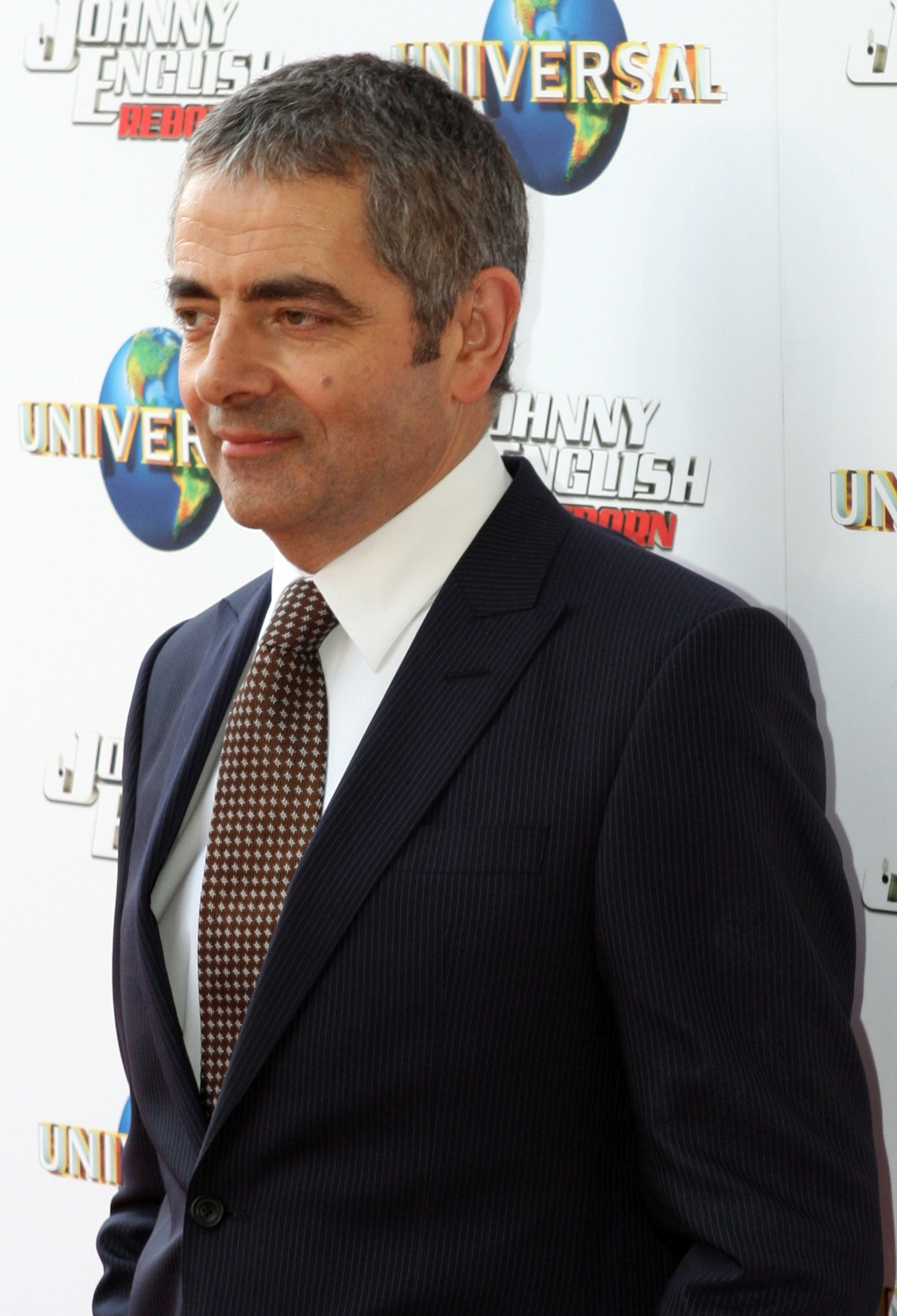
Rowan Atkinson
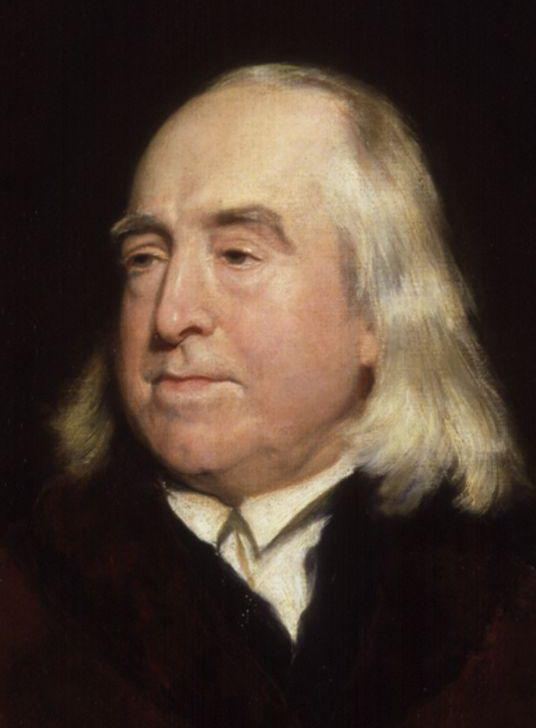
Jeremy Bentham
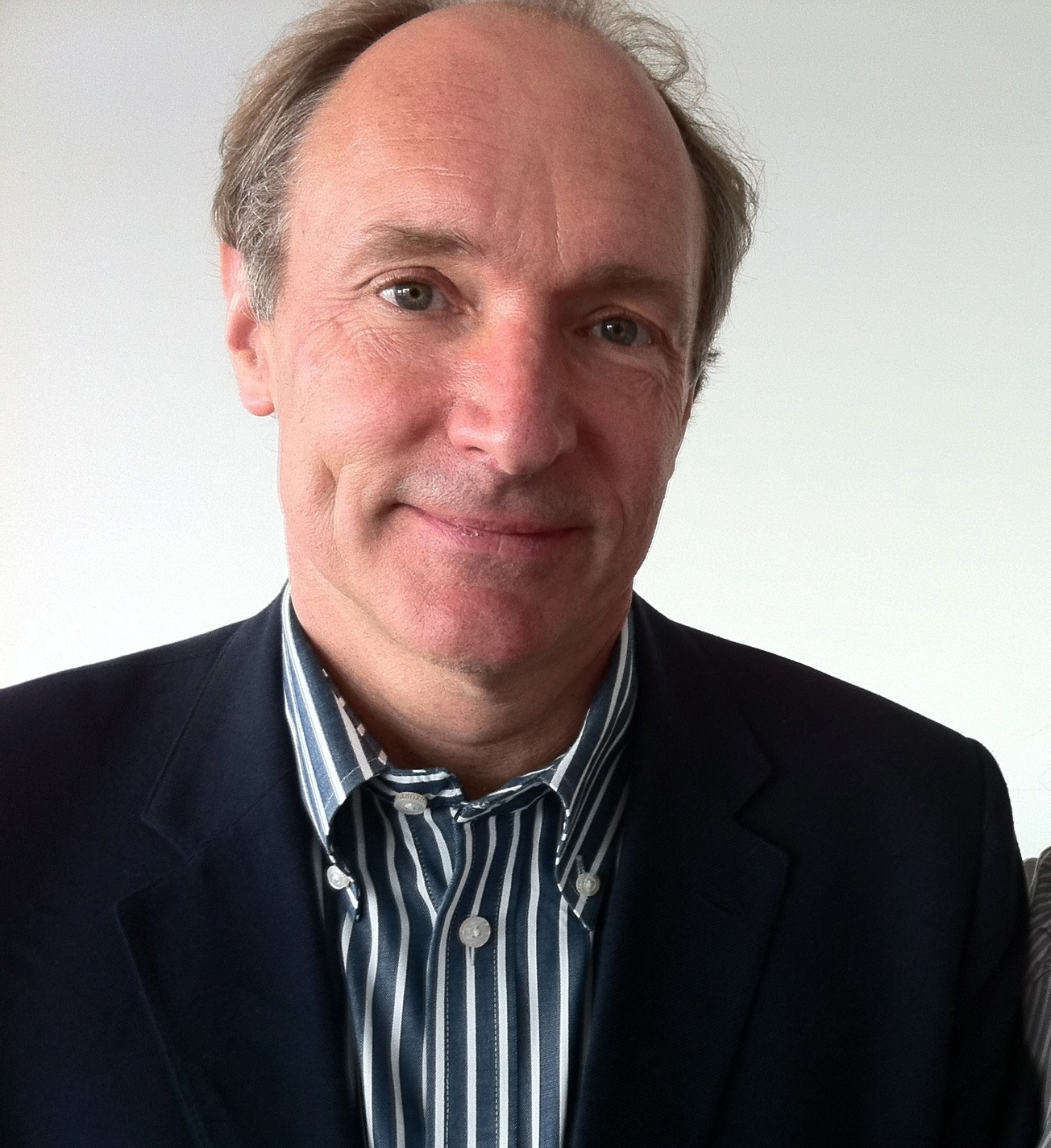
Tim Berners-Lee
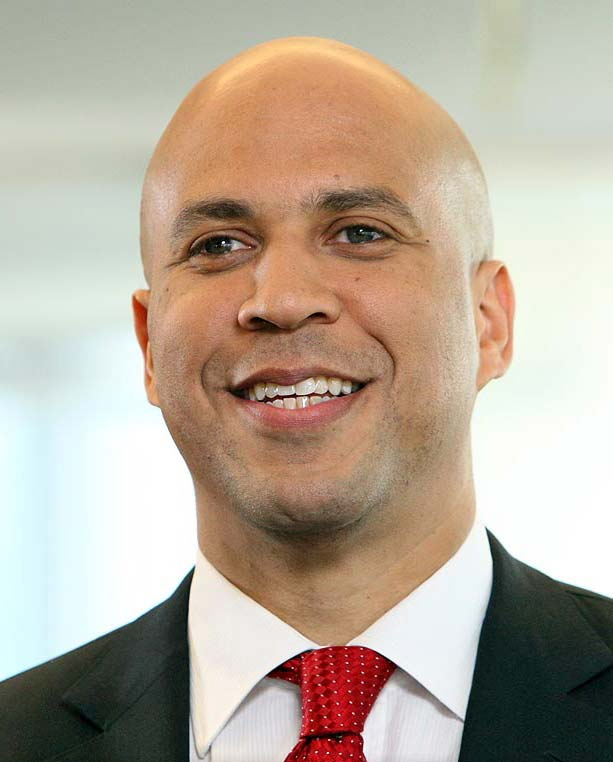
Cory Booker
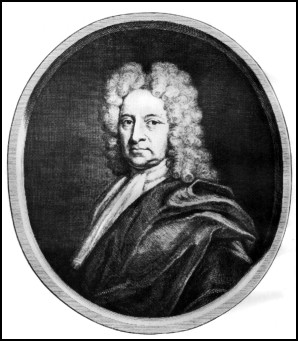
Edmond Halley
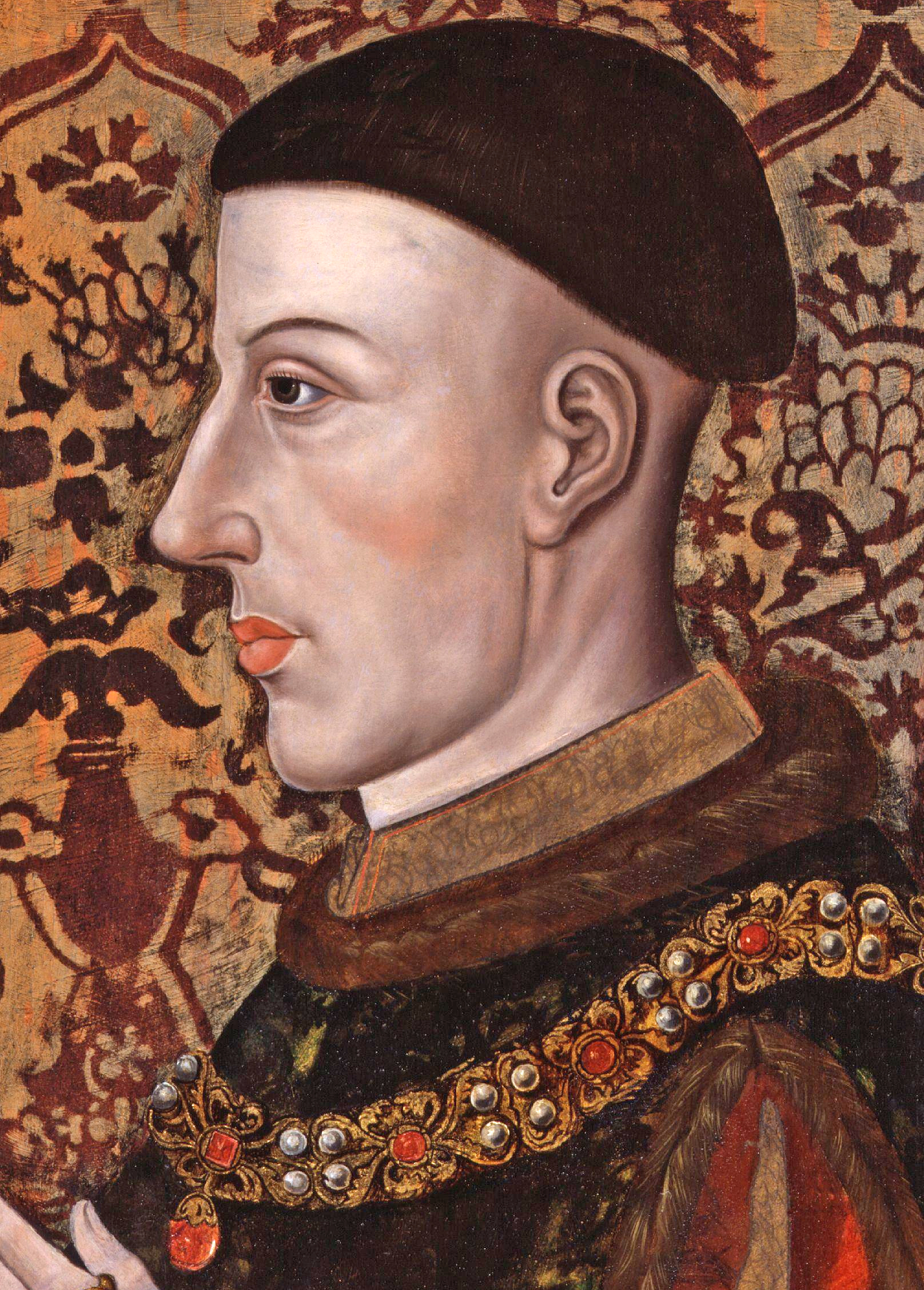
Henrik V
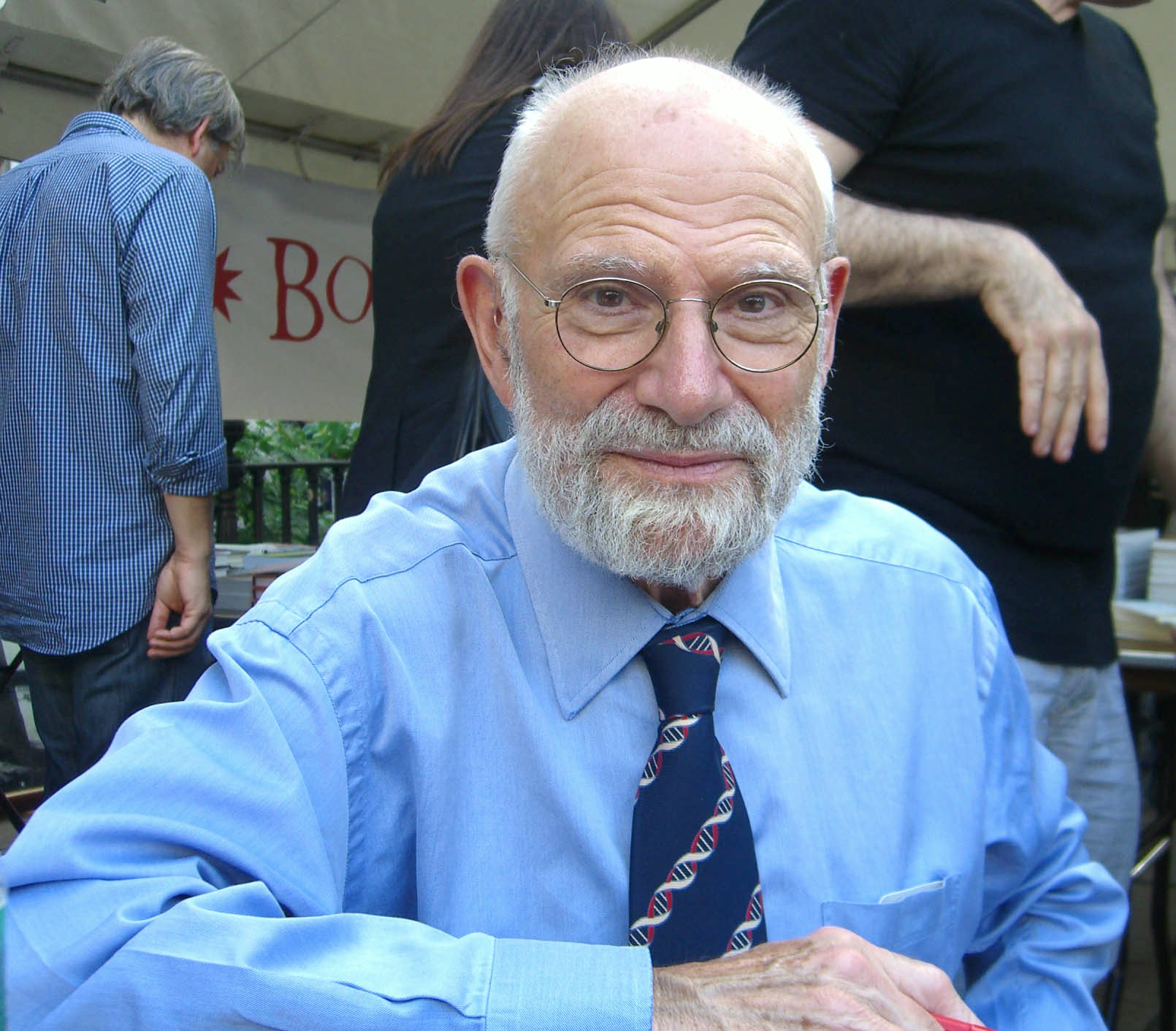
Oliver Sacks